# 回龙乡 (永顺县)
回龙乡，是中华人民共和国湖南省湘西土家族苗族自治州永顺县下辖的一个乡镇级行政单位。

## 行政区划
回龙乡下辖以下地区：
回龙村、羊毛村、龙凤村、展笔村和官坝村。